# Acestrorhynchidae
Acestrorhynchidae, porodica slatkovodnih riba iz reda Characiformes. Sastoji se od jednog roda, Acestrorhynchus, a prije je u nju bilo svrstavano sedam rodova s ukupno 26 vrsta. Obilježja su im štukoliki oblik, relativno sitna krljušt i posjeduju zube. Osebujno zubalo čini ih specijaliziranim predatorima u redu Characiformes. 
Ograničene su na područje Južne Amerike, u bazenima Amazone i Orinoca, a tri vrste i južnije u rijekama São Francisco, Parana, Paraguay i La Plata, ali prije svega u jezerima i lagunama, a najmanje vrste mogu se naći u malim potocima (igarapés). 
Komercijalno (kao hrana) su beznačajne, a dvije malene vrste A. nasutus i A. minimus prodaju se i po akvarijima.
1. Acestrorhynchus abbreviatus (Cope, 1878)
2. Acestrorhynchus altus Menezes, 1969
3. Acestrorhynchus britskii Menezes, 1969
4. Acestrorhynchus falcatus (Bloch, 1794)
5. Acestrorhynchus falcirostris (Cuvier, 1819)
6. Acestrorhynchus grandoculis Menezes & Géry, 1983
7. Acestrorhynchus heterolepis (Cope, 1878)
8. Acestrorhynchus isalineae Menezes & Géry, 1983
9. Acestrorhynchus lacustris (Lütken, 1875)
10. Acestrorhynchus maculipinna Menezes & Géry, 1983
11. Acestrorhynchus microlepis (Jardine, 1841)
12. Acestrorhynchus minimus Menezes, 1969
13. Acestrorhynchus nasutus Eigenmann, 1912
14. Acestrorhynchus pantaneiro Menezes, 1992

Ostali rodovi koji su joj bili pripisivani bili su: Gilbertolus i Roestes (danas u porodici Cynodontidae), i Gnathocharax, Heterocharax, Hoplocharax i Lonchogenys u porodici Characidae.